# Гліник (Любуське воєводство)
Гліник (пол. Glinik, нім. Altensorge) — село в Польщі, у гміні Дещно Гожовського повіту Любуського воєводства.
Населення — 578 осіб (2011).
У 1975-1998 роках село належало до Гожовського воєводства.

## Демографія
Демографічна структура станом на 31 березня 2011 року:
|          | Загалом | Допрацездатний вік | Працездатний вік | Постпрацездатний вік |
| -------- | ------- | ------------------ | ---------------- | -------------------- |
| Чоловіки | 289     | 73                 | 194              | 22                   |
| Жінки    | 289     | 60                 | 175              | 54                   |
| Разом    | 578     | 133                | 369              | 76                   |